# Hammenhög

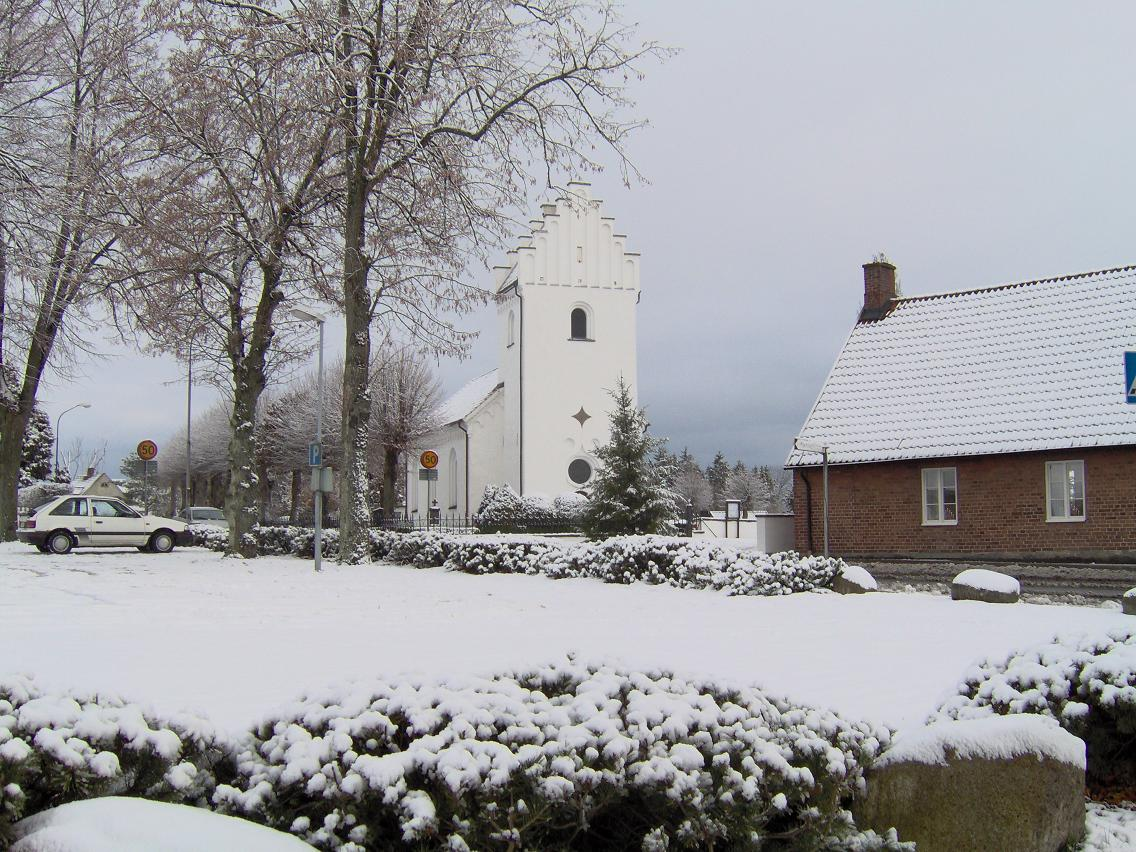
Hammenhögs kyrka.

Hammenhög är en tätort i Simrishamns kommun och kyrkby i Hammenhögs socken i Skåne, belägen på Österlen vid riksväg 9, cirka 15 kilometer sydväst om Simrishamn.

## Historik
Under medeltiden skrevs socknens namn Hamundehögh, och där nämnes en sätesgård, som enligt ärkebiskop Nikolaus Ragvaldis brev från den 24 november 1378 ägdes av "Petrus Niklissen miles de Hamundahög". Det äldsta skriftliga namnbelägget är Hamerszøye enligt DAL år 1340 och det äldsta med nutida stavning är från 1675.[källa behövs]
Gravhögen i norra delen av Hammenhög: På nr 1 ligger på en liten kulle en gånggrift 12 alnar lång, 5 alnar bred, bildad av 12 på inre sidan flata stenar, till vilken leder en 9 alnar lång, 1 aln bred gång, bestående av 6 stenar.
Åtskilliga stenar i kistan är 3 alnar höga. Överliggare saknas. Denna ansenliga fornlämning undersöktes omkring år 1854 av kyrkoherden Lundh, som däri anträffade en mängd djurben, skelett av människor, stenredskap etc; föremål som vanligen förefinnes i stenålderns gravar.
År 1711 blev Hammenhög nr 31, 34 och 37 (Gullåker, Mansdala & Olofsfält) anslagna till häradshövdingsboställe, detta enligt guvernör Magnus Stenbocks resolution 1711 6/3. 1756 besökte Anders Tidström Hammenhög på sin skånska resa och Abraham Abrahamsson Hülphers reste genom byn på sin skånska resa 1759. Storskifte skedde i Hammenhögs socken 1762 och ett enskifte skedde 1806.
Hammenhögs socken tillhörde Ingelstads härad och platsen för ett tingshus som färdigställdes på 1690-talet. Detta tingshus delades med Järrestads härads tingslag ända fram till 1873 då det bildades ett gemensamt tingslag. Tingshuset byggdes 1753 och byggdes om 1881 och är idag en privatbostad belägen söder om gästgivaregården gemensamt för bank och ting. Arkitekt är Peter Boisen (1836–1908) från Ystad. 
Domaregården som förstördes i en brand 13 maj 2010 byggdes 1810. 1843 anlades den första skolan som idag är ett församlingshem. 1876 byggdes Västra skolan, idag skolmuseum.
Ystad-Gärsnäs Järnväg invigdes den 4 oktober 1894 och förstatligades 1941. Det sista persontåget gick den 26 september 1970 och det sista godståget Hammenhög-Gärsnäs gick 1984.
Hammenhögs kyrka byggdes 1849 i nyromansk stil efter ritningar av C.G. Brunius.

### Befolkningsutveckling
| Befolkningsutvecklingen i Hammenhög 1960–2020 | Befolkningsutvecklingen i Hammenhög 1960–2020 | Befolkningsutvecklingen i Hammenhög 1960–2020 | Befolkningsutvecklingen i Hammenhög 1960–2020 | Befolkningsutvecklingen i Hammenhög 1960–2020 |
| --------------------------------------------- | --------------------------------------------- | --------------------------------------------- | --------------------------------------------- | --------------------------------------------- |
|                                               |                                               |                                               |                                               |                                               |
| År                                            |                                               |                                               | Folkmängd                                     | Areal (ha)                                    |
| 1960                                          | 1960                                          |                                               | 739                                           |                                               |
| 1965                                          | 1965                                          |                                               | 800                                           |                                               |
| 1970                                          | 1970                                          |                                               | 824                                           |                                               |
| 1975                                          | 1975                                          |                                               | 822                                           |                                               |
| 1980                                          | 1980                                          |                                               | 835                                           |                                               |
| 1990                                          | 1990                                          |                                               | 924                                           | 103                                           |
| 1995                                          | 1995                                          |                                               | 904                                           | 103                                           |
| 2000                                          | 2000                                          |                                               | 835                                           | 104                                           |
| 2005                                          | 2005                                          |                                               | 908                                           | 104                                           |
| 2010                                          | 2010                                          |                                               | 908                                           | 104                                           |
| 2015                                          | 2015                                          |                                               | 879                                           | 128                                           |
| 2020                                          | 2020                                          |                                               | 926                                           | 131                                           |
|                                               |                                               |                                               |                                               |                                               |

## Samhället
Det finns bland annat Ica Supermarket, pizzeria och ATG-ombud. I byn finns ett av Skånes bäst bevarade gästgiverier, Hammenhögs Gästgivargård, med anor från 1693. Råka är en kuriositet på menyn. Gunnarshög Gård som tillverkar rapsolja ligger precis utanför byn. I Hammenhög finns också Sveriges första kommersiella algodling för oljeproduktion, som drivs av företaget Simris Alg i före detta Weibulls växthusanläggning. 
Skulpturen på torget heter "Lekande barn" och är skapad av Karin Norelius (1968).

### Bankväsende
Ingelstads och Jerrestads härads sparbank grundades 1868. Den uppgick i Sparbanken Syd år 1987. De lade ner kontoret i Hammenhög år 2006. Hammenhög hade från 1968 även en jordbrukskassa som lades ner efter bildandet av Föreningssparbanken.
Från sent 1910-tal hade även Svenska lantmännens bank kontor i Hammenhög. Denna bank uppgick snart i Jordbrukarbanken som senare blev Kreditbanken. PKbanken lämnade Hammenhög på 1980-talet.

## Föreningar

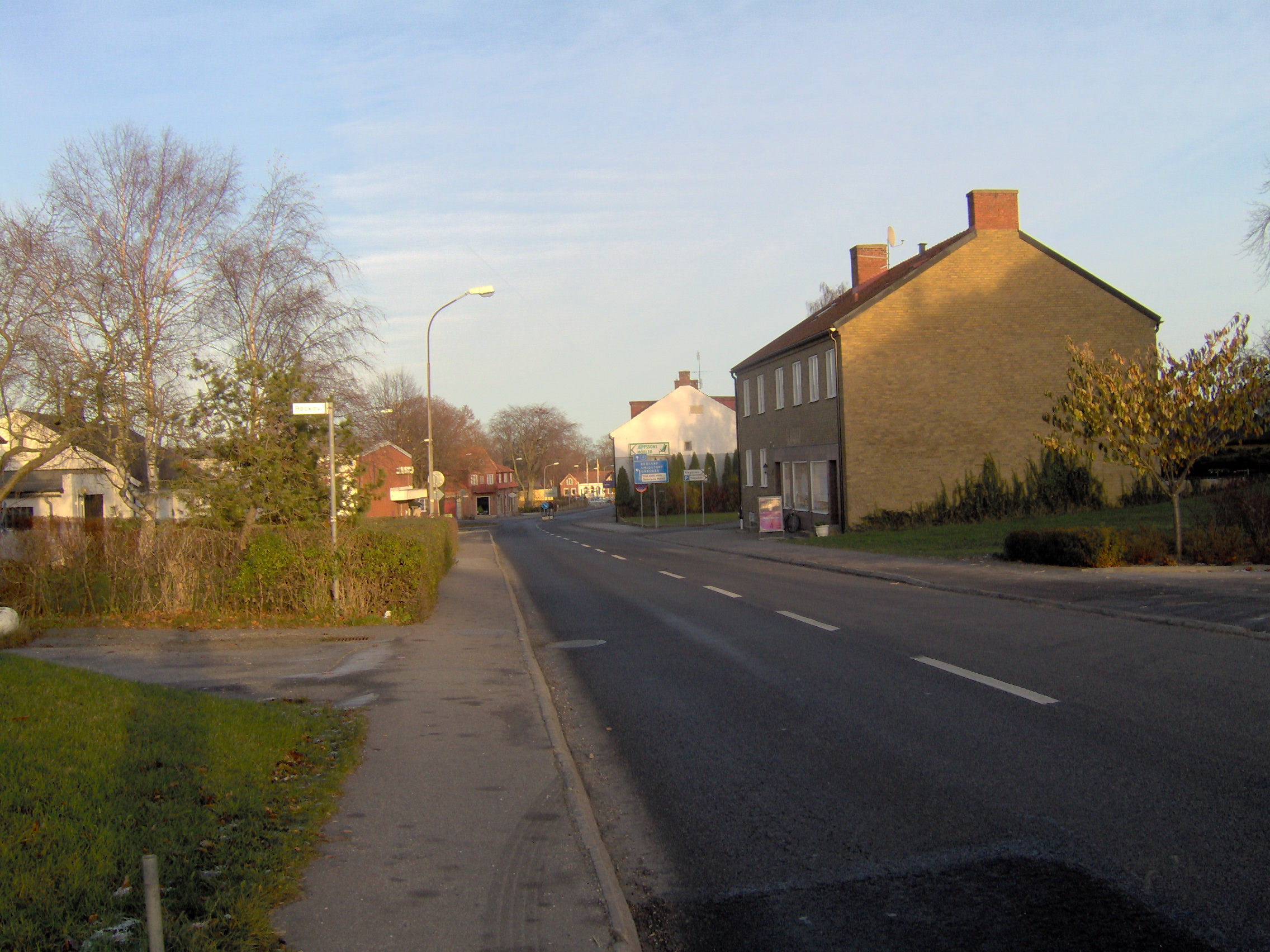
Simrishamnsvägen – Ystadvägen.

- Hammenhögs IF. Föreningen bildades 27 februari 1927. Nuvarande idrottsplats, Hamondavallen, invigdes 1947. Damlaget spelade under åren 1978-1980 i division I södra, som då var den högsta nationella serien.
- Hammenhögs Räddningsvärn. Bildades 1898 på grund av en svår eldsvåda som ödelade betydande delar av Hammenhög. Branden började i prästgården. En annan svår brand på Bostället i augusti 1924 blev orsaken till att man startade ett modernt, motoriserat brandväsen i Hammenhög 1925.
- Ars & Modus. Föreningen bildades 2004. Föreningen presenterar och problematiserar samtidskonst.
- Kulturum. Föreningen bildades 2007. Kulturum är en mötesplats för konst och kultur i miniformat.
- Garageprojektet. Föreningen bildades 2007 och är en plats för konst, teater, film och musik, och håller till i Bilfirma N.H. Nilssons gamla garagelänga vid torget i Hammenhög.

## Personer från orten
Musikern Bernt Staf bodde under en period i Hammenhög och lät sig då inspireras av stenåldersgraven (gånggriften) på sin tomt (strax norr om tätorten) att göra skivan Hammenhög Airport (1983).